# Laissez-faire
 (février 2008).
Le laissez-faire (ou laisser faire) est un concept d'économie politique qui valorise la non-intervention de l'État dans le système économique. Le laissez-faire s'oppose originellement à la doctrine mercantiliste, et aujourd'hui, plus largement, à l'interventionnisme public. La doctrine du laissez-faire vise à enjoindre au pouvoir politique de laisser les agents économiques les plus libres possible.

## Concept

### Origines de l'expression
L'idée de laisser faire les forces en présence dans un marché est répandue dans les écrits économiques français d'inspiration libérale au XVIIIe siècle. Cette idée est fondée sur une conception naturaliste de l'économie, selon laquelle ses forces actives se mettent en mouvement sans l'impulsion d'un pouvoir supérieur. On trouve ainsi chez Pierre de Boisguilbert en 1707 (dans la Dissertation) : « on laisse faire la nature ».
L'expression naît véritablement selon Anne Robert Jacques Turgot lorsque Jean-Baptiste Colbert se vit répondre par le marchand Legendre « Laissez-nous faire », face à la question « que peut-on faire pour vous aider ? ». La maxime « laissez faire » apparaît chez le marquis d'Argenson, qui, se rendant compte des dégâts du mercantilisme sur les relations entre les pays, écrit en 1751 : « Laissez faire, telle devrait être la devise de toute puissance publique, depuis que le monde est civilisé. Détestable principe que celui de ne vouloir grandir que par l'abaissement de nos voisins ! Il n'y a que la méchanceté et la malignité du cœur de satisfaites dans ce principe, et l’intérêt y est opposé. Laissez faire, morbleu ! Laissez faire ! ». La phrase complète, « Laissez faire, laissez passer, le monde va de lui-même. », est attribuée à Vincent de Gournay en 1752.

### Conceptualisation
L'expression est largement reprise par les membres du mouvement physiocratique en ce qu'elle entre en adéquation avec la doctrine d'icelle, selon laquelle l’État ne doit « point trop gouverner ».
Plusieurs courants de pensée économique qui se réclament du libéralisme économique adoptent la formule. Elle circule également au XVIIIe siècle pour obtenir du pouvoir monarchique la disparition des obstacles à la création de nouvelles entreprises (suppression des privilèges exclusifs accordés à des compagnies monopolistiques, à des villes portuaires, à des corporations de manufacturiers), mais aussi levée des interdits faits aux nobles et au clergé régulier de s'adonner aux activités productrices marchandes.
Si l'expression n'est jamais utilisée par Adam Smith et David Ricardo, elle est présente en filigrane dans la métaphore de la main invisible (la satisfaction de l'intérêt individuel réalise l'intérêt collectif) qui est utilisée par Smith, dans un premier temps, dans sa Théorie des sentiments moraux.

## Débats et critiques
La doctrine du laisser faire fait l'objet de débats entre économistes. Ludwig von Mises corrige l'expression en écrivant que « Laissez faire ne signifie pas : laissez agir des forces mécaniques sans âme. Il signifie : permettez à chaque individu de choisir comment il veut coopérer dans la division sociale du travail ; permettez aux consommateurs de déterminer ce que les entrepreneurs doivent produire ». John Maynard Keynes (1883-1946) se positionne radicalement contre le laisser faire dans un ouvrage intitulé The End of Laissez-faire, où il met en lumière le rôle majeur que la puissance publique doit endosser lors d'une crise économique afin d'éviter au pays de s'enfoncer dans un équilibre de sous-production et de chômage.
Maurice Allais, économiste français et prix Nobel, critique le principe, qu'il appelle « laissez-fairisme », et soutient qu'il est une perversion du véritable libéralisme économique. Il écrit notamment : « Comment la nouvelle doctrine du libre échangisme mondialiste a-t-elle pu s'imposer alors qu'en réalité elle n'a entraîné que désordres et misères dans le monde entier ? Il y a sans doute à cela trois raisons essentielles : un enseignement erroné dans toutes les universités du monde, une funeste confusion entre libéralisme et laissez-fairisme, la domination des multinationales américaines. »
Paul Krugman remarque que l'idée selon laquelle laisser les agents économiques assez libres pour qu'ils entreprennent et enrichissent le pays fait consensus au sein de la profession économique, mais que Smith ne conçoit pas suffisamment le rôle bénéfique d'une action régulatrice et redistributrice de l’État sur l'économie.